# Condado de Wapello
El condado de Wapello (en inglés: Wapello County, Iowa) es un condado del estado de Iowa, Estados Unidos. Según el censo de 2020, tiene una población de 35 437 habitantes.
La sede del condado es Ottumwa.

## Historia
El Condado de Wapello, fue formado el 17 de febrero de 1843. 

## Geografía
Según la Oficina del Censo, el condado tiene un área total de 1129 km² (435,9 mi²), de la cual 1118 km² (431,7 mi²) es tierra y 11 km² (4,2 mi²) es agua.

### Condados adyacentes
- Condado de Mahaska (noroeste)
- Condado de Keokuk (noreste)
- Condado de Jefferson (este)
- Condado de Davis (sur)
- Condado de Monroe (oeste)

## Demografía
En el 2000 la renta per cápita promedia del condado era de $32 188, y el ingreso promedio para una familia era de $39 224. El ingreso per cápita para el condado era de $16 500. En 2000 los hombres tenían un ingreso per cápita de $31 346 contra $21 286 para las mujeres. Alrededor del 13.20% de la población estaba bajo el umbral de pobreza nacional.
| 1900   | 1910   | 1920   | 1930   | 1940   | 1950   | 1960   | 1970   | 1980   | 1990   | 2000   | 2020   |
| ------ | ------ | ------ | ------ | ------ | ------ | ------ | ------ | ------ | ------ | ------ | ------ |
| 35 426 | 37 743 | 37 937 | 40 480 | 44 280 | 47 397 | 46 126 | 42 149 | 40 241 | 35 687 | 36 051 | 35 437 |

## Lugares

### Ciudades
- Agency
- Blakesburg
- Chillicothe
- Eddyville
- Eldon
- Kirkville
- Ottumwa

### Comunidades no incorporadas
- Ashland
- Bladensburg
- Dahlonega
- Dudley
- Farson
- Phillips
- Pickwick
- Ottumwa Junction
- Rutledge

### Principales carreteras
- U.S. Highway 34
- U.S. Highway 63
- Carretera de Iowa 16
- Carretera de Iowa 137
- Carretera de Iowa 149